# القنب الهندي في بنما
يعتبر استهلاك القنب في بنما، أو أي من مشتقاته لأي غرض غير قانوني، لكنه غالبًا ما يكون غير قسري وغالبًا ما يتغاضى عامة الناس عن استخدامه. يعتبر استخدامه موضوعًا محظورًا ويمكن حجبه بإضافة المنكهات الغذائية. غالبًا ما يتم بيعها بطريقة غير واضحة ويتم حاليًا مناقشة استخدامها للأغراض الطبية في الجمعية الوطنية. (AsambleaNacional de Panama) غالبًا ما يستهلكه الشباب وأحيانًا تستخدم مستخلصات القنب في السجائر الإلكترونية.

## المنع
تم حظر زراعة واستخدام القنب (كان جاك) في بنما عام 1923.

## المصطلح
يشير السجل القضائي البنمي لعام 1935 إلى أن القنب معروف محليًا باسم «كانياك» أو «كان جاك».